# Standardisation de l'orthographe des langues mozambicaines
La Standardisation de l'orthographe des langues mozambicaines (Padronização da Ortografia de Línguas Moçambicanas en portugais) est une série d’ouvrages publiés à la suite de plusieurs conférences organisées par le Centre d’étude des langues mozambicaines (Núcleo de Estudo de Línguas Moçambicanas) et le Centre d’études africaines (Centro de Estudos Africanos) de l’Université Eduardo Mondlane.
| Rapport de 1989       | Rapport de 2000 | Rapport de 2011 |
| --------------------- | --------------- | --------------- |
| kimwani               |                 |                 |
| shimakonde            |                 |                 |
| ciyao                 | ciyao           | ciyaawo         |
| emakhuwa-lomwe        | emakhuwa        | emakhuwa        |
| echuwabo              | echuwabu        | echuwabu        |
| cinyanja              |                 |                 |
| cinyungue             |                 |                 |
| cisena                |                 |                 |
| cibalke               |                 |                 |
| ―                     | cimanyika       | cimanyika       |
| ―                     | cindau          | cindau          |
| ―                     | ciutee          | ciwute          |
| shona                 |                 |                 |
| gitonga               |                 |                 |
| cicopi                |                 |                 |
| xitsonga (xichangana) | xichangana      | xichangana      |
| xironga               | xirhonga        | xirhonga        |
| xitshwa               |                 |                 |